# Herlin-le-Sec
Herlin-le-Sec es una comuna francesa situada en el departamento de Paso de Calais, en la región de Alta Francia.

## Demografía
| 164 | 173 | 158 | 137 | 147 | 151 | 161 |
| Para los censos de 1962 a 1999 la población legal corresponde a la población sin duplicidades (Fuente: INSEE [Consultar]) |     |     |     |     |     |     |